# Mórmon (profeta)
Mórmon (Zaraenla, c. 311 d.C. – Cumora, c. 385 d.C.) foi um profeta-historiador na obra religiosa O Livro de Mórmon e membro de uma tribo de indígenas americanos conhecida como os nefitas, um dos quatro grupos (incluindo os lamanitas, jareditas e mulequitas) descritos como tendo se estabelecido nas Américas antigas. Para os fiéis do Movimento dos Santos dos Últimos Dias, Mórmon gravou um resumo da história do seu povo em placas de ouro. Como narrador do texto, ele se apresenta como um redator. Ele cita e parafraseia outros escritores, reúne e inclui textos inteiros de outros autores, contribui com comentários contínuos e também escreve sua própria narrativa. Ele descreve o processo de criação do livro, tanto no que diz respeito à compilação dos registros de outros profetas quanto à gravação das palavras em placas de metal. Faz alusão a conteúdos deixados de fora do livro e menciona uma coleção maior de registros que estavam à sua disposição.
O Livro de Mórmon afirma que Mórmon foi instruído pelo profeta Amaron sobre onde encontrar os registros que haviam sido transmitidos por seus antepassados. Também diz que Mórmon resumiu posteriormente a história de quase um milênio de seus ancestrais e acrescentou revelações adicionais ao Livro de Mórmon. As partes do livro que tratam da história pessoal de Mórmon são as Palavras de Mórmon e os sete primeiros capítulos do livro maior. O livro diz que Mórmon eventualmente passou todos os registros para seu filho Morôni.

## História de vida
Segundo o registro de Mórmon no Livro de Mórmon, ele nasceu por volta de 311, filho de um pai cujo nome também era Mórmon, mas foi nomeado "por causa da terra de Mórmon, a terra onde Alma organizou a igreja entre o povo". Por volta dos dez anos, ele foi visitado por Amaron e recebeu instruções sobre onde encontrar as gravuras sagradas dos profetas nefitas e o que gravar nelas. Aos onze anos, Mórmon foi levado para a terra de Zaraenla por seu pai.
Mórmon escreve que aos quinze anos foi visitado por Jesus Cristo.
Aos seus "dezesseis anos", em 326, sendo jovem, mas "de grande estatura", Mórmon "foi designado pelo povo de Néfi" para ser o líder de seus exércitos, e lutou contra os lamanitas em muitas batalhas depois disso.
Mórmon foi para a colina Sim por volta dos 24 anos, conforme instruído por Amaron, para coletar e resumir os registros nefitas.
Em 362 D.C., Mórmon escreve que "recusou-se terminantemente... a ser comandante e chefe" dos nefitas "em virtude de suas iniquidades e abominações". No entanto, cerca de treze anos depois, Mórmon decidiu retornar como comandante dos exércitos nefitas, pois eles estavam sendo duramente derrotados pelos lamanitas.
Ao retornar, Mórmon novamente os liderou na batalha contra os lamanitas até a destruição da nação nefita, que ocorreu como resultado de uma grande batalha travada entre os dois grupos em 385. O profeta Morôni, filho de Mórmon a quem entregou as placas de ouro, registra que Mórmon foi morto pelos lamanitas (presumivelmente em 385 ou pouco depois). Como o último profeta e guardião do registro, Morôni teria se tornado o anjo ou mensageiro que revelou a localização das placas de ouro a Joseph Smith em 1823.
Em 385, Mórmon testemunhou a destruição do povo nefita e de seus exércitos enquanto lutavam contra os lamanitas. Mórmon tinha 74 anos na época (385 menos 326 anos após o nascimento de Cristo, quando Mórmon disse que tinha 15 anos (16º ano)). 15 anos depois, em 400, Morôni termina o registro de seu pai e menciona que seu pai foi morto após a batalha contra os lamanitas no Monte Cumora, que teria sido após 385, fazendo com que Mórmon tivesse pelo menos 74 anos quando morreu.

## Significado do nome
O estudioso mórmon Hugh Nibley observou a prevalência de nomes no Livro de Mórmon com a raiz "mor" e sugeriu que a raiz pode ser de origem egípcia com o significado de "amado". No entanto, na edição de 15 de maio de 1843 do Times and Seasons, Joseph Smith explicou o nome como sendo uma contração da palavra inglesa "more" e "mon", uma palavra que Smith alegou ser egípcia para "bom", tornando o nome significa literalmente "mais bom" ou, figurativamente, "muito bom".